# Trnava (gmina Čajetina)
Trnava (cyr. Трнава) – wieś w Serbii, w okręgu zlatiborskim, w gminie Čajetina. W 2011 roku liczyła 200 mieszkańców.